# ناحیه‌های بوتسوانا
کشور بوتسوانا به ۱۶ ناحیه اداری تقسیم شده است که عبارتند از: ۹ ناحیه روستایی و ۷ ناحیه شهری. این ۱۶ ناحیه توسط ۱۵ شورای محلی اداره می‌شود.
تا سال ۲۰۰۶، ناحیه‌های Chobe و Ngamiland به صورت مشترک توسط شورای ناحیه شمال غرب اداره می‌شدند
|  | 1. شهر گابورون 2. شهر فرانسیستوون، بوتسوانا 3. شهرک لوباتس، بوتسوانا 4. شهرک سلیب فیکوه، بوتسوانا 5. شهرک یواننگ، بوتسوانا 6. شهرک وراپا، بوتسوانا 7. Township سووا 8. ناحیه جنوبی 9. ناحیه جنوب شرقی 10. ناحیه کوننگ 11. ناحیه کگاتلنگ 12. ناحیه مرکزی 13. ناحیه شمال شرقی 14. ناحیه شمال غربی 15. ناحیه قانزی 16. ناحیه کگالاگادی |